# Бабочка (фильм, 1972)
Бабочка (пол. Motyle) — польский мелодраматический фильм 1972 года.

## Сюжет
Двенадцатилетний Эдек приезжает на каникулы к своей тете в деревню, дом которой находится у озера. Каникулы на природе: лес, вода, звуки птиц — что может быть прекраснее? Здесь Эдек знакомится с несколькими ребятами его возраста, в том числе, и с девочкой по имени Моника. Эдек по-настоящему влюбляется в Монику, но их чувства не взаимны. Моника начинает общаться с Алеком, ровесником Эдека, семья которого богата. Обо всем Эдек узнает, когда влюбленная в него Хонорка выдает Эдеку тайну Моники…

## В ролях
- Роман Мосёр — Эдек
- Гражина Михальска — Хонорка
- Божена Федорчик — Моника
- Петр Щерковский — Алек
- Богдан Издебский — Богдан
- Кшиштоф Сероцкий — Лёлек, брат Богдана
- Анджей Бочула — Ярек, брат Хонорки
- Илона Ставиньска — мать Алека
- Мечислав Чехович — муж Хели
- Иоланта Бохдаль — Хела, мать Хонорки и Ярека, тётка Эдека
- Януш Насфетер — отец Алека
- Тадеуш Шмидт — водитель грузовика